# Kristian Birkeland
Kristian Olaf Bernhard Birkeland (1867 – 1917) va ser un científic noruec. Va presentar unes teories que explicaven com producte de corrents elèctrics les aurores boreals. En la seva recerca científica de les aurores boreals va inventar un canó electromagnètic (Coilgun) i el procés de Birkeland-Eyde de la fixació de nitrogen. Birkeland va ser nominat per al Premi Nobel set vegades.

## Vida i mort
Birkeland va néixer a Christiania (avui Oslo) de Reinart Birkeland i Ingeborg Ege i va escriure el seu primer treball científic als 18 anys. Birkeland es va casar amb Ida Charlotte Hammer el maig de 1905. No van tenir fills i, per la preocupació de Birkeland per la seva feina, es van divorciar el 1911.
Patint de severa paranoia a causa del consum de  Veronal com a ajuda per dormir, va morir en misterioses circumstàncies a la seva habitació de l'Hotel Seiyoken a Tokyo […] mentre visitava col·legues de la Universitat de Tòquio. Un post-mortem va revelar que Birkeland havia pres 10 g de veronal la nit que va morir, en lloc dels 0,5 g recomanats. El temps de la mort es va estimar a les 7 del matí del 15 de juny de 1917. Alguns autors han afirmat que es va suïcidar. "A la tauleta de nit hi havia un revòlver".

### Llibres
- Full text of The Norwegian Aurora Polaris Expedition 1902–1903 (158 MB)
- Lucy Jago (2002). The Northern Lights. London: Penguin Books. ISBN 0-14-029015-X ISBN 9780140290158

### Articles
- More articles from the NASA Astrophysics Data System
- "Professor Kr. Birkeland: His Life and Work", A. Egeland, E. Leer, in IEEE Transactions on Plasma Science Vol 14 No. 6 December 1986